# Scolopia orientalis
Scolopia orientalis är en videväxtart som beskrevs av Herman Otto Sleumer. Scolopia orientalis ingår i släktet Scolopia och familjen videväxter. Inga underarter finns listade i Catalogue of Life.